# Papinsaari (ö i Saarijärvi, Mahlunjärvi)
Papinsaari är en ö i Finland. Den ligger i sjön Mahlunjärvi och i kommunen Saarijärvi i  den ekonomiska regionen  Saarijärvi-Viitasaari och landskapet Mellersta Finland, i den centrala delen av landet, 280 km norr om huvudstaden Helsingfors. Öns area är 7,9 hektar och dess största längd är 420 meter i sydväst-nordöstlig riktning.